# Michał Teodor Boreysza
Michał Teodor Boreysza herbu Wadwicz – wojski starodubowski od 1699 roku, skarbnik starodubowski w latach 1695-1699.
Był elektorem Augusta II Mocnego z powiatu starodubowskiego w 1697 roku.